# AMAL
AMAL – brytyjska marka gaźników. Firma była dostawcą dla brytyjskich i europejskich producentów motocykli. Pomimo dużego spadku produkcji gaźniki AMAL są nadal produkowane.

## Historia
Nazwa firmy pochodzi od angielskiego słowa amalgamation oznaczającego łączenie. Firma powstała z połączenia kilku innych tuż po I wojnie światowej.
w latach 60. XX wieku AMAL stała się częścią grupy IMI, a następnie została sprzedana w 1963 rodzinnej firmie Grosvenor Works Ltd specjalizującej się w dostawach komponentów do systemów zasilania w paliwo. Grosvenor rozpoczął rewitalizację gamy produktów AMAL. W 2003 marka została sprzedana ponownie firmie Grosvenor Works Ltd produkującej również marki SU, Solex i Zenith (gaźnik).